# Spione küßt man nicht
Spione küßt man nicht ist eine US-amerikanische Agentenkomödie aus dem Jahr 1935 von William K. Howard und Sam Wood mit William Powell und Rosalind Russell in den Hauptrollen. Das Drehbuch basiert auf dem Buch The American Black Chamber von Herbert Yardley.

## Handlung
Als ein US-Kriegsschiff im Atlantik von einem deutschen U-Boot versenkt wird, ergreift Washington besondere Maßnahmen, um sicherzustellen, dass die Deutschen nicht über die genaue Position der im Atlantik kreuzenden Marineschiffe informiert werden. Bei einem hochrangigen Militärtreffen wird vereinbart, ein Konvoisystem zu schaffen, bei dem britische Zerstörer US-Truppenschiffe an einem geheimen Treffpunkt im Atlantik treffen und sicher an die französische Küste eskortieren. Der Plan basiert auf einer neuen Strategie, bei der der genaue Treffpunkt den Schiffen im allerletzten Moment per Funkcode übermittelt wird. Major Brennan, ein Militärkryptologe mit dreijähriger Erfahrung an der europäischen Front, liefert dem Kriegsministerium den neuen Code, der bei einem Treffen mit einem Munitionsschiff getestet werden soll, bevor er für ein Truppenschiff verwendet wird.
Währenddessen herrscht im nahegelegenen Park Hotel im Hauptquartier des deutschen Geheimdienstes reger Spionagebetrieb. Bill Gordon, ein ehemaliger Zeitungsmann und Autor eines wertvollen Buches über Militärcodes, ist im Begriff, nach Europa aufzubrechen, wo er seinem Land an der Front dienen will, als er eine romantische Beziehung mit der Prominenten Joel Carter beginnt. Die neugierige Joel verliebt sich in den Lieutenant und arrangiert, als seine Expertise in Kryptologie entdeckt wird, seine Versetzung zu einem Schreibtischjob im Kriegsministerium durch ihren Onkel John Carter, dem stellvertretenden Kriegsminister. Für Bill lässt Joel den Verehrer Colonel Nieterstein fallen, der, was sie nicht weiß, seinem deutschen Vaterland treu ist und am Telefon streng geheime militärische Informationen an Dr. Jackson, seinem Kontaktmann in San Diego, weitergibt. Eine dieser Nachrichten macht die Spione auf die genaue Richtung eines für den nächsten Tag geplanten Rendezvous der Marine auf hoher See aufmerksam. Nieterstein weiß von dem Probelauf des Kriegsministeriums und rät den Deutschen, den Munitionstransporter SS Dependable nicht zu verfolgen, sondern stattdessen auf eine größere Beute zu warten, ein Truppenschiff.
Bill protestiert gegen seine Versetzung auf einen Schreibtischjob, beweist jedoch schnell seinen Wert, als er den deutschen Code knackt und erfährt, dass der Feind den neuen Code der Amerikaner entschlüsselt hat und über die SS Dependable Bescheid weiß. Das Militär hat drei Tage Zeit, um entweder die Codediebe zu finden und den Code abzurufen oder sämtliche zukünftige deutsche Spionagekommunikation abzufangen. Als Brennan vermutet, dass seine Geliebte Olivia Kerloff eine verdeckte Agentin des Feindes ist, stellt er ihr eine Falle, auf die sie hereinfällt. Aus Angst um ihre Sicherheit tötet Olivia Brennan, doch nachdem sie den Vorfall ihren Vorgesetzten gemeldet hat, wird ihr gesagt, sie solle sich den Ermittlern der Armee opfern, um Ärger für Deutschland abzuwenden. Olivia befolgt den Befehl und wird von Bill gefangen genommen, der sie mit einer gefälschten, entschlüsselten Nachricht, die er angeblich in ihrem Briefkasten gefunden hat, in ein Restaurant lockt. Olivia ist kurz davor, ihr Geständnis abzulegen, als Joel und Nieterstein an ihrem Tisch auftauchen und sie unterbrechen. Nachdem ihr von einem anderen deutschen Agenten eine Nachricht zugesteckt wurde, in der steht, dass Nieterstein der US-Armee geopfert werden soll, um den falschen Eindruck zu erwecken, dass es wieder sicher sei, ihren Schiffen verschlüsselte Nachrichten zu schicken, liefert Olivia Bill Beweise für Nietersteins Mitschuld am Spionagering. Nach seiner Festnahme begeht Nieterstein Selbstmord.
Bill und Olivia gehen zum Park Hotel und werden von der eifersüchtigen Joel verfolgt, die von Mitgliedern des deutschen Geheimdienstes als Geisel genommen wird. Die Agenten benutzen Joel als Druckmittel, um Bill, der ebenfalls gefangen genommen wurde, zu zwingen, den letzten Treffpunkt zu entschlüsseln. Bill übersetzt den Code und erhält daraufhin ein privates Treffen mit Joel, das durch eine Salve aus einem Maschinengewehr unterbrochen wird. Bill und Joel können die Attentäter überwältigen, als Agenten des Justizministeriums eintreffen. Die Behörden, die durch Bills verschlüsselte Nachricht einen Tipp erhalten haben, verhaften die Spione und erteilen den Befehl, Dr. Jackson in San Diego festzunehmen. Wie von Carter versprochen, erhält Bill die Erlaubnis, in Europa zu kämpfen, doch gerade als sein Zug abfahren soll, wird ihm ein Bürojob vor Ort zugewiesen.

## Hintergrund
Gedreht wurde der Film vom 24. Juni bis zum 29. Juli und vom 6. bis zum 26. September 1935 in den MGM-Studios in Culver City.
Herbert Yardley, der Autor des Buches, auf dem der Film basiert, war Leiter des United States Cipher Bureau. Pressemeldungen vor der Produktion deuten darauf hin, dass der Film ursprünglich als Vehikel für William Powell und Myrna Loy gedacht war und dass Ewald André Dupont, der Produzent Lawrence Weingarten beim Drehbuch unterstützte, als möglicher Regisseur genannt wurde. In welchem Umfang Dupont an dem Film beteiligt war, ist nicht bekannt. Moderne Quellen deuten darauf hin, dass die Besetzung von Rosalind Russell als William Powells Co-Star anstelle seiner üblichen Zusammenarbeit mit Myrna Loy teilweise auf Loys Abwesenheit von MGM während ihres Streiks für bessere Bezahlung zurückzuführen war.
Im Juli und August 1935 wurde berichtet, die Produktion des Films sei aufgrund der Blinddarmentzündung der Schauspielerin Binnie Barnes eingestellt worden. Einen Tag nachdem fälschlicherweise berichtet worden war, MGM habe beschlossen, den gesamten Film neu zu schreiben und neu zu drehen, wurde am 24. August 1935 die Angelegenheit durch den Abdruck einen Brief des Regisseurs William K. Howard klargestellt, in dem dieser die Unterstellung zurückwies, das Studio sei mit Barnes‘ Arbeit unzufrieden. Er schrieb: „MGM versucht, einen sehr wirkungsvollen letzten Akt für den Film zu finden, (...) der die Talente von Miss Rosalind Russell ausschöpft.“ Der Regisseur räumte ein, dass die Produktion von Anfang an „nie ein zufriedenstellendes Ende hatte“ und dass sie auf die Reaktionen des Testpublikums auf ein besseres Ende warteten. Howard schrieb auch, er verlasse die Produktion, weil er einen Auftrag für einen Film von Walter Wanger angenommen habe. Sam Wood übernahm die Regie des Films, Herman J. Mankiewicz und Howard Emmett Rogers wurden mit dem Drehbuch beauftragt. James Wong Howe ersetzte William H. Daniels als Kameramann. Zudem wurde berichtet, dass Charles Kaufman an einigen Story-Meetings teilnehmen würde und dass für die zweite Drehrunde etwa 17 neue Sets gebaut würden.
Cedric Gibbons oblag die künstlerische Leitung, er wurde von Edwin B. Willis und Joseph C. Wright unterstützt. Verantwortlicher Toningenieur war Douglas Shearer.
1942 produzierte MGM mit Pacific Rendezvous unter der Regie von George Sidney eine Neuverfilmung.

## Synchronisation
Die deutsche Synchronfassung entstand 1992 im Auftrag der Berliner Synchron GmbH Wenzel Lüdecke unter der Dialogregie von Klaus von Wahl nach einem Dialogbuch von Bernhard Stephan.
| Rolle                      | Schauspieler      | Deutscher Synchronsprecher |
| -------------------------- | ----------------- | -------------------------- |
| Lt. Bill Gordon            | William Powell    | Helmut Gauß                |
| Joel Carter                | Rosalind Russell  | Uta Hallant                |
| Olivia Kerloff             | Binnie Barnes     | Daniela Hoffmann           |
| Major Brennan              | Lionel Atwill     | Joachim Nottke             |
| Cpt. Nieterstein           | Cesar Romero      | Bernd Eichner              |
| John Carter                | Samuel S. Hinds   | Friedrich W. Bauschulte    |
| Botschafter                | Henry Stephenson  | Hermann Ebeling            |
| Dr. Jackson                | Frank Reicher     | Fritz Decho                |
| Martin                     | Charley Grapewin  | Alexander Herzog           |
| Roberts                    | Leonard Mudie     | Hans-Helmut Müller         |
| FBI-Agent                  | Howard C. Hickman | Otto Czarski               |
| de Segroff                 | Murray Kinnell    | Heinz Giese                |
| Beamter im Dechiffrierraum | Johnny Arthur     | Thilo Henze                |
| Mrs. Hendricks             | Margaret Dumont   | Sonja Deutsch              |
| Dechiffrierer              | Edward Earle      | Thilo Henze                |
| Militärpolizist            | James Flavin      | Roman Kretschmer           |
| Private Dean               | Sherry Hall       | Michael Telloke            |
| Mexikanerin                | Belle Mitchell    | Sonja Deutsch              |
| Polizist                   | Lee Phelps        | Manfred Petersen           |
| Taxifahrer                 | Richard Powell    | Bernd Rumpf                |
| de Segroffs Sekretärin     | Hedwiga Reicher   | Luise Lunow                |
| Oberkellner                | William Stack     | Andreas Grothusen          |
| Kapitän                    | Guy Usher         | Andreas Grothusen          |
| Gärtner                    | Morgan Wallace    | Jochen Schröder            |
| Page                       | Theodore van Eltz | Andreas Grothusen          |

Anmerkung: Die kursiv geschriebenen Namen sind Rollen und Darsteller, die nicht im Abspann erwähnt wurden.

## Veröffentlichung
Die Premiere des Films fand am 25. Oktober 1935 statt. In der Bundesrepublik Deutschland wurde er am 1. November 1998 im deutschen Fernsehen ausgestrahlt.

## Kritiken
Der Filmkritiken-Aggregator Rotten Tomatoes hat in einer Auswertung ein Publikumsergebnis von 44 Prozent positiver Bewertungen ermittelt.
Andre Sennwald von der The New York Times bezeichnete den Film als humorvolles und mitreißendes Spionagemelodram. William Powell halte die Unterhaltung durchweg lebendig, selbst wenn sie in konventionelle Spionagemuster zu verfallen drohe.
Helen Brown Norden musste im Magazin Vanity Fair zugeben, die Handlung nicht wirklich verstanden zu haben, gestand dem Film aber durch William Powell Unterhaltungspotential zu.
Das Lexikon des internationalen Films schrieb: „Witzige, teils abgründige Romanverfilmung, die die tatsächlichen Umstände der Entzifferung des deutschen Geheimcodes im Ersten Weltkrieg wiedergibt.“
Die Filmzeitschrift Cinema befand: „Kaum zu glauben, aber wahr: Im Ersten Weltkrieg setzten die USA tatsächlich auf Rätselredakteure. Fazit: Leicht angemuffte Rätselgeschichte.“